# 动荡之年
动荡之年（Time of Troubles），是桌面角色扮演游戏龙与地下城的虚拟世界被遗忘的国度战役设定集中非常重要的一段时期，也被称为神之战争（The Godswar）、圣者浩劫（The Avatar Crisis）、众神行走于拖瑞尔之时（When Gods Walked Tori）。动荡之年对费伦历史造成了极大的影响，在这一时期很多神祇被杀害或失踪，也出现了一些新生的神祇。动荡之年结束后，神祇和信徒之间的关系发生了巨大的变化。
动荡之年起始于神上之神艾欧命令众神以圣者形态降临托瑞尔，结束于众神返回外层位面。该事件发生在1358DR，阴影之年（Year of Shadows），即谷地开垦纪元1358年；之后人们制定的新历法“现世纪元”时，将这一年定为现世纪元第1年，即1PR。

## 起因
死亡三神（纷争之神：班恩、死者之神：米尔寇、谋杀之神：巴尔）希望得到超过其他神的力量，于是偷走了艾欧的命运石板，企图发现这三块石板的秘密。艾欧发现石板被盗后极其震怒，他认为众神脱离了自己的职责（维持秩序和混乱之间的平衡）而盲目的追求力量，甚至忽视了信徒对他们的请求。于是艾欧将其他诸神全部贬到主物质位面的托瑞尔，只留下秩序中立的守护之神海姆看守主物质位面返回外层位面的通道。艾欧勒令每个神只能拥有一个圣者，“一具凡人的躯体、一个人类的生活”，命令他们去找回命运石板。

## 结束
众神来到拖瑞尔后，神与神之间、神与凡人之间发生了激烈的争斗。不少神祇在争斗中死亡，其中也包括死亡三神。最后在深水城，命运石板被一名凡人希瑞克得到。于是艾欧将其擢升为新的神祇，并把死亡三神的神职全部赐予他。随后托瑞尔诸神重返外层位面，动荡之年到此结束。

## 影响

### 魔法和神术
在动荡之年，因为魔法女神掌控魔网能力的下降，魔法变得很不稳定，很多法师无法控制他们法术的效果。另一方面，因为众神的力量大为减弱，信徒只有在非常接近他信仰的神祇圣者附近时才能得到神术。这些现象在众神返回外层位面后结束。
魔法女神在动荡之年被杀害，和她紧密关联的魔网也受到了极大的创伤。某些地区魔法变得狂乱无比，而另一些地区魔法则根本无法生效。前者被称为野魔法区，而后者被称为死魔法区。动荡之年结束后新任的魔法女神修补了部分区域，但直到目前为止费伦大陆仍然有一些区域未被修复。

### 神祇与信徒的关系
动荡之年后，艾欧为了让众神专注自己的职责，将众神的神力和其信仰者的数量以及信仰程度联系起来。如果一个神失去了信徒，那么他的力量将会越来越弱，甚至逐渐死去。对神来说，信徒不再是可有可无的崇拜者，而是他们力量的源泉。

### 变动的神祇
和他们之前拥有的力量相比，众神在动荡之年间变得非常脆弱，虽然和凡人相比他们还是比较强大，但弑神的难度已经大大降低。多名神祇在这段时间内被杀，不过也有几位被杀的神祇后来使用各种方法复活。

#### 死亡的神祇
- 纷争之神：班恩

纷争之神首先来到他的信徒聚集地散提尔堡，在这里他囚禁了魔法女神密斯拉的圣者，随后又为了返回外层位面而前往阴影谷攻击伊尔明斯特，但这两件事均被凡人战士克兰沃率领的冒险小队破坏。后来班恩为了得到命运石板而来到坦特瑞斯港(Tantras)，在这里和忠诚之神托姆 激烈战斗，两者同归于尽。
当纷争之神死亡的消息在费伦大陆上传开后，至少有27个国家宣布举行全国性庆典以示庆祝，他的教会也很快崩溃。
- 死者之神：米尔寇

米尔寇将大部份时间都花在深水城策划他的阴谋诡计，但最后在深水城的黑杖塔中，他被伊尔明斯特和克兰沃、艾顿、午夜、无名狮鹫骑士联手击杀。米尔寇被杀死的那一刻，他将自己最后残存的一丝神力注入到他身为神祇之时制造的一件神器（角之冠）中，这件神器目前仍在费伦大陆。
- 谋杀之神：巴尔

在争夺命运石板的过程中，巴尔绑架了法师午夜并夺取了第一块命运石板，但随后被克兰沃和希瑞克带领的两只队伍追上。他被希瑞克用弑神剑杀死，部分神力被希瑞克吸收，其他的神力则使蜿蜒河（the Winding Water）中的河水变成了永久的毒水。
- 魔法女神：密斯拉

密斯拉最初被班恩囚禁，后来被克兰沃所在的冒险小队救出。随后她打算从天堂圣阶返回外层位面告诉艾欧是死亡三神偷走了命运石板，但负责守卫通道的海姆坚持 只有找到命运石板的神方可通过。密斯拉虽然是强大神力，但被贬下主物质位面后只有一个圣者的力量，而海姆的力量并未消弱，两人发生激烈冲突，密斯拉被杀。
- 忠诚之神：托姆

在坦特瑞斯港(Tantras)，托姆为了阻止班恩而与其交战，两者同归于尽。
- 洞穴之神：艾布兰多（Ibrandul）

掌管洞穴、地城以及幽暗地域的神祇艾布兰多在深水城的地下被暗夜女神莎儿暗害。莎儿窃取了他的神职，冒充他的形象，以艾布兰多之名向他原来的信徒授予神术，并借着这种欺骗来增加自己的力量，所以洞穴之神的信徒并未发现他早已死去。
- 蛇人之神：Sseth

Sseth被穆罕瑞德神系的邪恶与毁灭之神赛特（Set）杀死，其神职也被后者据为己有。

#### 失踪的神祇
- 盗贼之神：马斯克

动荡之年中，马斯克不知去向，直至十年后诸神在极星营帐会面时才找到他。
事实上，盗贼之神伪装成一把强大的魔法剑，被称为弒神剑（Godsbane），其外表是一把闪烁着红光的玫瑰色短剑。当时仍是凡人的希瑞克在屠杀一处半身人村落的过程中得到了它，并用这把剑杀死了巴尔。随后，这把剑一直在希瑞克身旁长达十年，帮助他杀死幻影女神莱拉，夺取了女神的神职和神力。
- 商业女神：渥金

商业女神于动荡之年失踪，欢乐女神黎儿拉（Lliira）代其保管神职长达十三年之久，在此期间其信徒大量流失。
原因：动荡时期中，渥金与黎儿拉共谋，渥金将身上仅存的神力托付给欢乐女神保管后前往星界，随后她与最强大的恶魔之一：乌黯主君格拉兹特（Graz'zt）交涉，希望能得到他的帮助通过无底深渊返回到自己的神域。但是她被格拉兹特背叛，并被囚禁在无底深渊之中，直到1371DR才被一队冒险者救出。

#### 新生的神祇
- 魔法女神：密斯拉（午夜）

午夜原本是一名女性法师，在动荡之年中，她与她的恋人战士克兰沃·莱昂斯班，以及牧师艾顿、盗贼希瑞克一起，在命运石板的争夺中扮演了极其重要的角色。他们从Kilgrave城堡救出了被囚禁的魔法女神，在阴影谷协助伊尔明斯特对抗班恩，在坦特瑞斯港取得了第一块命运石板，在波斯卡桥（the Boareskyr Bridge）与巴尔交战，在深水城击杀米尔寇。午夜他们共同找到了所有的命运石板，但希瑞克杀死了克兰沃，抢走命运石板并将其献给艾欧，神上之神将希瑞克擢升为新的神祇，并希望午夜能够取代密斯拉成为魔法女神。最初午夜拒绝了，但艾顿劝告她只有成为魔法女神才有能力和希瑞克对抗，为克兰沃复仇，于是午夜同意了，成为第三任，也是目前这一任魔法女神。她沿用了密斯拉的名字，以避免信徒得知女神死亡后产生惶恐情绪。
- 谎言之神：希瑞克

和午夜一样，希瑞克原本也是一名凡人，最初他和法师午夜、战士克兰沃、牧师艾顿一起为挽救魔法女神而战斗。但后来希瑞克为了成为神祇而和其他人分开，他加入了散塔林会，转而追杀午夜等人。最终他杀死克兰沃，抢走命运石板并将其献给艾欧，被擢升为新的神祇并获得死亡三神的全部神职，成为当时最强大的神祇。
- 半神：希维姆（Iyachtu Xvim）

班恩之子、恶魔希维姆最初一直被囚禁在散塔林堡的地下，他后来成功逃出并获取了曾经属于班恩的“专制”与“憎恨”神职，成为一个弱等神力。

#### 复活的神祇
- 忠诚之神：托姆

动荡之年结束时，神上之神艾欧认为托姆忠于自己的责任而死，于是将其复活。
- 暴政之神：班恩

动荡之年结束十四年后，1372DR仲冬节（Midwinter）的夜晚，班恩吸收了希维姆的力量而复活，他占据了恐惧神职，并且重获强大神力的地位。

## 相关作品

### 圣者三部曲
官方小说《圣者三部曲》详细讲述了四人冒险团队（战士克兰沃、盗贼希瑞克、牧师艾顿和女魔法师午夜）在动荡之年的故事。他们卷入了魔法女神密斯拉和死亡三神的争斗，最后希瑞克与午夜被艾欧擢升成为新的神祇。

### 博德之门系列
巴尔在动荡之年繁衍了很多后代，希望这些后代能够保存自己的神力，并有一天能够通过他们复活。由BioWare和黑岛工作室开发的博德之门系列游戏讲述了巴尔后代们之间相互杀戮的故事。